# WFV-Pokal 2007/08
WFV-Pokalsieger 2008 wurde der seinerzeitige baden-württembergische Oberligist 1. FC Heidenheim, der im Endspiel am 3. Juni 2008 im Ellwanger Waldstadion den TSV Crailsheim besiegte. Mit dem Gewinn des WFV-Pokals qualifizierte sich Heidenheim für den DFB-Pokal 2008/09.
Die ersten drei Runden des Pokalwettbewerbs wurden in vier regionalen Gruppen ausgetragen. Ab dem Achtelfinale wurde verbandsweit gespielt.

## Viertelfinale
|                    | Ergebnis  |                   |
| ------------------ | --------- | ----------------- |
| VfL Kirchheim/Teck | 5:3 n. E. | SSV Reutlingen 05 |
| 1. FC Eislingen    | 0:2       | VfR Aalen         |
| FV Löchgau         | 0:5       | TSV Crailsheim    |
| VfL Nagold         | 2:5       | 1. FC Heidenheim  |

* Klassentiefere Mannschaften genießen Heimrecht

## Halbfinale
|                  | Ergebnis |                    |
| ---------------- | -------- | ------------------ |
| TSV Crailsheim   | 2:1      | VfL Kirchheim/Teck |
| 1. FC Heidenheim | 4:0      | VfR Aalen          |

* Klassentiefere Mannschaften genießen Heimrecht

## Finale
| Paarung          | 1. FC Heidenheim – TSV Crailsheim |
| Ergebnis         | 3:2 (1:2) |
| Datum            | 3. Juni 2008 |
| Stadion          | Waldstadion, Ellwangen (Jagst) |
| Zuschauer        | 2.500 |
| Schiedsrichter   | Michael Karle (Waiblingen) |
| Tore             | 0:1 László Kanyuk (8.) 1:1 Bernd Maier (20.) 1:2 Joseph Fameyeh (30.) 2:2 Cassio da Silva (46.) 3:2 Dieter Jarosch (60.) |
| 1. FC Heidenheim | Erol Sabanov – Johannes Meier (90. René Hammerl), Tim Göhlert, Cassio da Silva, Dieter Jarosch, Ingo Feistle, Ertac Seskir (75. Gökhan Gündüz), Martin Klarer, Alper Bagceci, Bernd Maier, Christian Gmünder, Andreas Spann (83. Alexander Raaf), Dieter Jarosch (89. Christian Sameisla). |
| TSV Crailsheim   | Manuel Schoppel (24. Benjamin Gorzawski) – Oliver Gorgiev, Ajet Abazi (73. Andreas Schumacher), Martin Schmidt, Christian Endler, Jörn Schmiedel (64. Visar Rushiti), László Kanyuk, Rüdiger Rehm (73. Reinhard Schenker), Markus Bauer, Joseph Fameyeh, Bastian Heidenfelder              |